# Fernando Meira
Fernando Meira [fɯɾˈnɐ̃ðu ˈmɐiɾɐ] (* 5. Juni 1978 in Guimarães; eigentlich Fernando José da Silva Freitas Meira) ist ein ehemaliger portugiesischer Fußballspieler.

## Karriere im Verein

### In Portugal
Der Defensiv-Allrounder begann seine Karriere in seiner Geburtsstadt bei Vitória Guimarães und erhielt dort auch seinen ersten Profivertrag. In der Saison 1998/1999 wurde er an den FC Felgueiras ausgeliehen, kehrte aber bereits in der Folgesaison zu Vitória zurück und wurde in der Folge Mannschaftskapitän. Zu Beginn der Saison 2000/01 wechselte er zu Benfica Lissabon, bei denen er ebenfalls Mannschaftskapitän wurde.

### VfB Stuttgart
Ab Januar 2002 stand Meira als bis dato teuerster Transfer in der Vereinsgeschichte beim VfB Stuttgart unter Vertrag. Mit dem VfB zog er 2003 und 2007 in die Champions League ein. Hierbei unterlief ihm ein Eigentor gegen den FC Chelsea (0:1; 0:0), wodurch der VfB aus dem Wettbewerb ausschied. Im März 2006 verlängerte er seinen ursprünglich bis 2007 laufenden Vertrag vorzeitig bis 2010.
Vor der Saison 2006/07 wurde er Mannschaftskapitän. In seiner ersten Saison als Kapitän des VfB wurde ihm nach dem Gewinn der Deutschen Meisterschaft die Meisterschale von Guido Buchwald überreicht, der die Trophäe 1992 selbst als VfB-Kapitän in Empfang genommen hatte. Es war der erste Titelgewinn in Meiras Karriere. Vor der Saison 2008/09 wurde Meira von Trainer Armin Veh als Mannschaftskapitän abgesetzt.

### Galatasaray Istanbul
Meira unterschrieb am 22. Juli 2008 einen bis zum 30. Juni 2012 gültigen Vertrag bei Galatasaray Istanbul. Am 17. August 2008 im Finale gegen Kayserispor gewann er mit seinem neuen Team den türkischen Supercup.

### Zenit Sankt Petersburg
Am 10. März 2009 wechselte Meira zu Zenit Sankt Petersburg. Ein Jahr später verlor Meira seinen Platz in der Startelf.

### Real Saragossa
Im Sommer 2011 wechselte Meira in die Primera División zu Real Saragossa. Am 1. Februar 2012 löste er seinen Vertrag wegen Verletzungsproblemen und mangelnder Fitness wieder auf.

## Karriere in der Nationalmannschaft
Meira war seit 2000 Nationalspieler. Für die Fußball-Weltmeisterschaft 2002 wurde er noch nicht berücksichtigt. Nachdem Luiz Felipe Scolari 2003 Trainer der portugiesischen Fußballnationalmannschaft geworden war, kam Meira zu regelmäßigen Einsätzen, wurde aber auch für die EM 2004 in Portugal nicht nominiert. Erst bei der WM 2006 gehörte er zum Kader und spielte sein erstes großes Turnier für Portugal. Die Mannschaft drang bis ins Halbfinale vor, schied dort allerdings gegen Frankreich aus und unterlag schließlich im Spiel um Platz 3 gegen Deutschland. Meira bestritt alle sieben Spiele für sein Team. Für die Europameisterschaft 2008 in der Schweiz und Österreich wurde er ebenfalls nominiert, kam aber nur noch als Einwechselspieler zum Einsatz.

## Erfolge

### Verein
- Deutscher Meister 2007 mit dem VfB Stuttgart
- DFB-Pokalfinale 2007 mit dem VfB Stuttgart
- Türkischer Supercupsieger, 2008 mit Galatasaray Istanbul

### Nationalmannschaft
- 4. Platz mit Portugal bei der WM in Deutschland

## Familie
Meira ist verheiratet und hat zwei Kinder.